# نانان
نانان (به لاتین: Nan'an, Fujian) یک county-level city در جمهوری خلق چین است که در کوانژو واقع شده‌است.

## خصوصیات
نانان ۲٬۰۳۶ کیلومترمربع مساحت و ۱٬۵۰۰٬۰۰۰ نفر جمعیت دارد.